# José Basualdo
José Horacio Basualdo (* 20. Juni 1963 in Campana, Provinz Buenos Aires) ist ein ehemaliger argentinischer Fußballspieler. Der Mittelfeldspieler spielte 31-mal in der Nationalmannschaft.

## Karriere
Basualdo begann seine Karriere 1981 bei Villa Dálmine, bevor er 1987 zu Deportivo Mandiyú wechselte. 1989 wechselte Basualdo zum VfB Stuttgart nach Deutschland, wo er von 1989 bis 1991 das Trikot der Schwaben trug. Er absolvierte 51 Pflichtspiele in zwei Spielzeiten. In der Bundesliga kam er 44-mal zum Einsatz (zwei Tore), im DFB-Pokal spielte er siebenmal. Mit dem VfB wurde er in diesen beiden Spielzeiten jeweils Tabellensechster. Später spielte er für zahlreiche argentinische Vereine und für FC Extremadura in Spanien. Mit Vélez Sarsfield gewann er 1995 die Copa Libertadores sowie den Weltpokal, den er 2000 im Trikot der Boca Juniors erneut errang.
Er gehörte bei der Weltmeisterschaft 1990 zum argentinischen Nationalteam und kam in allen sieben Spielen bis zum Finale zum Einsatz. Ein Tor gelang ihm dabei nicht. Auch bei der Weltmeisterschaft 1994 stand er im Kader, kam aber nur bei der 2:3-Niederlage im Achtelfinale gegen Rumänien zum Einsatz.
Im Juni 2009 wurde Jose Basualdo Trainer beim chilenischen Apertura-Finalisten Universidad de Chile.
Nachdem er 2015 zuletzt als Trainer von Oriente Petrolero tätig gewesen war, übernahm er Mitte Juli 2017 die Trainerposition beim uruguayischen Erstligisten Club Atlético Cerro.

## Erfolge
- Weltpokalsieger 1994 (Vélez Sarsfield), 2000 (Boca Juniors)
- Copa Libertadores 1995 (Vélez Sarsfield)
- Copa Interamericana 1996 (Vélez Sarsfield)
- Apertura 1995 (Vélez), 2000 (Boca Juniors)
- Clausura 1999 (Boca Juniors)